# منطقه القنیطره
منطقه قنیطره یک ناحیه در استان قنیطره سوریه است که توسط اسرائیل اشغال شده است.

## خصوصیات
منطقه قنیطره ۱٬۳۱۲٫۵۷ کیلومترمربع مساحت و ۶۴٬۶۸۰ نفر جمعیت دارد.